# 怀孕的妻子 (2019年电影)
《怀孕的妻子》（台译：《把我寶貝贏回來》）是一部2019年越南浪漫喜剧电影。由导演段一忠执导编剧，于2019年1月25日上映，仅在Galaxy Play  （页面存档备份，存于）应用程序中发布。这部电影在商业上取得了巨大的成功。

## 剧情简介
汽车修理工Trong Thoai和创意总监Nha Linh陷入了恋爱倦怠期。Thoai不想结婚生子。Linh 的时尚事业非常成功，并渴望成为一名母亲。就在这时，Linh的老朋友回来了，让她和Thoai的关系更加恶化。在Linh的生日之夜，她和Thoai发生了激烈的争吵。她很伤心，并参加了Khanh组织的惊喜生日派对。那天晚上，因为她喝醉了，和Khanh一起过夜。
在那之后，Linh宣布怀孕，并成为两个男人之间竞争的对象。不过，目前尚不清楚婴儿的父亲是谁。Thoai试图接近她的爱人，但Linh多次拒绝。Thoai甚至要求她堕胎，以便他们重新开始。Linh对Thoai的自私感到沮丧，她接受了Khanh的照顾。然而，她只把Khanh视为朋友。
在熟悉的汽车维修客户和密友Tuan的建议和鼓励下，Thoai开始追回Linh并重新获得家人信任。
Thoai要求Linh堕胎，这让Linh很生气。Thoai计划与Linh和解。他抓到偷了林妈妈钱包的强盗，然后去林家重新装修她的房间和一些楼梯。Thoai经常接近并跟踪Linh。Thoai和Linh在雨下互相倾诉，Thoai要求Linh流产，这让她更加生气。Thoai和Khanh在Linh家门前打了一架。
第二天，Thoai决定卖掉他的Vespa远走他乡。五个月后，Linh的肚子更大了。有一次，Linh遇到了一位她认识的医生。这位医生透露，五年前，Linh遭遇车祸，身体受了重伤，怀孕会影响她的未来生活。Thoai对Linh隐瞒了这个秘密，他要求她堕胎是因为他不想她有生命危险。
Linh从床上摔到在地，医生只好带她去急诊室取出婴儿。Khanh急忙联络Thoai来见Linh，但在路上，Thoai被车撞后就陷入昏迷。最终，两位主角都通过了危急状态，Linh顺利产下婴儿，而Thoai两周后也恢复了知觉。
Thoai和Khanh在得知婴儿的却是Thoai的孩子后，Thoai同意让Khanh成为婴儿的养父。之后，Thoai和Linh和他们的孩子幸福地生活在一起。

## 演员阵容
- 陈清 饰演 Trong Thoai（阿泰）
- 宁杨兰玉 饰演 Nhã Linh（娜琳）
- 裴英图 饰演 Quý Khánh
- 莫文科 饰演 Tuan
- 友洲
- 杨晃

## 电影原声带
1. 阮陈忠君《泪色》
2. 《我们分手吧》
3. 《不要祝我幸福》

## 外部连接
- 互联网电影数据库（IMDb）上《怀孕的妻子》的资料（英文）
- 豆瓣电影上《怀孕的妻子》的資料 （简体中文）